# Doudleby
Doudleby (en allemand : Teindles) est une commune du district de České Budějovice, dans la région de Bohême-du-Sud, en République tchèque. Sa population s'élevait à 473 habitants en 2023.

## Géographie
Doudleby est arrosée par la rivière Malše, un affluent de la Vltava, et se trouve à 10 km au sud de České Budějovice et à 132 km au sud de Prague.
La commune est limitée par Plav, Heřmaň et Borovnice au nord, par Střížov à l'est, par Římov au sud et par Kamenný Újezd à l'ouest.

## Histoire
La première mention écrite du village date de 1175.

## Galerie

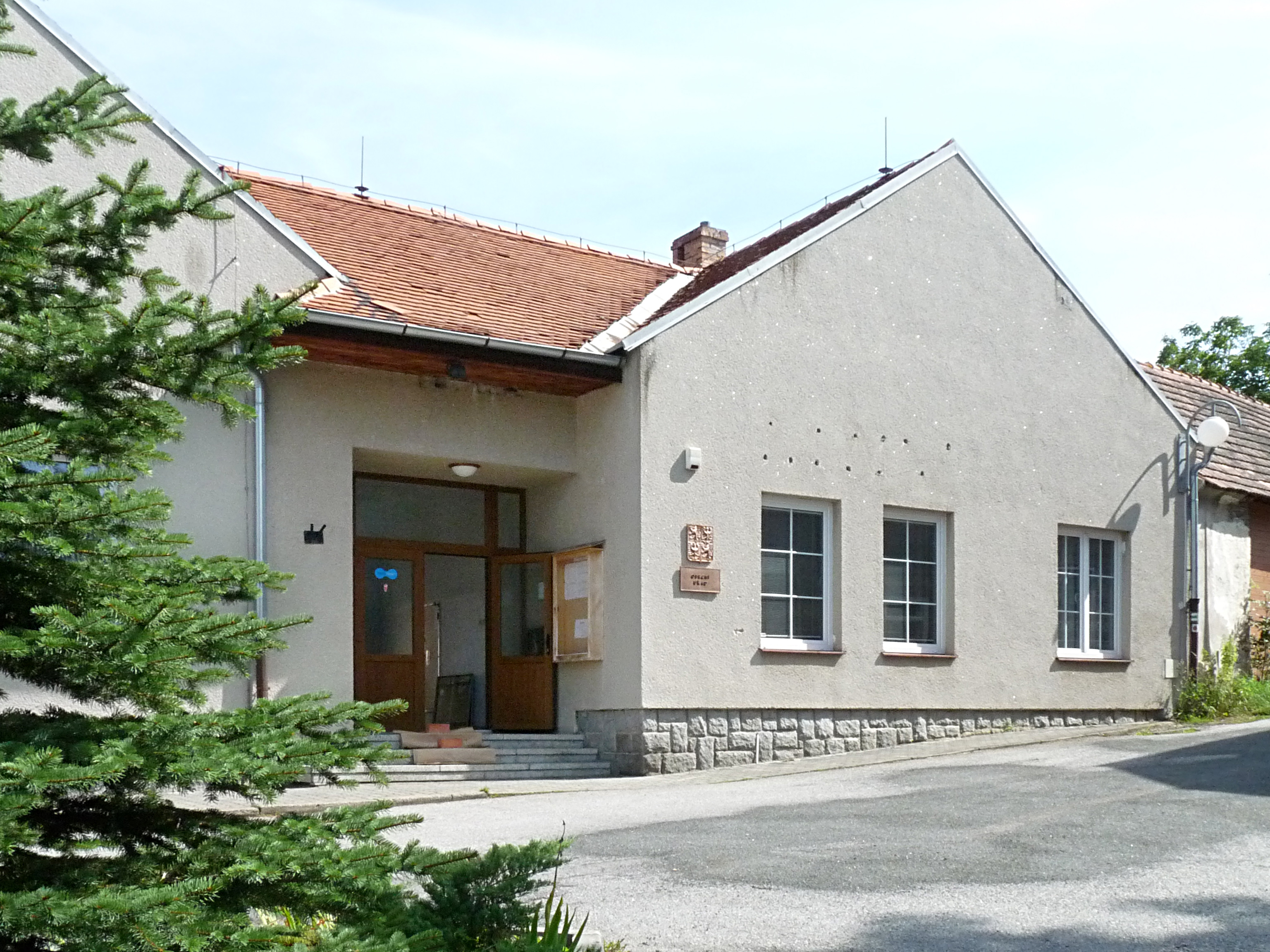
Doudleby : la mairie.
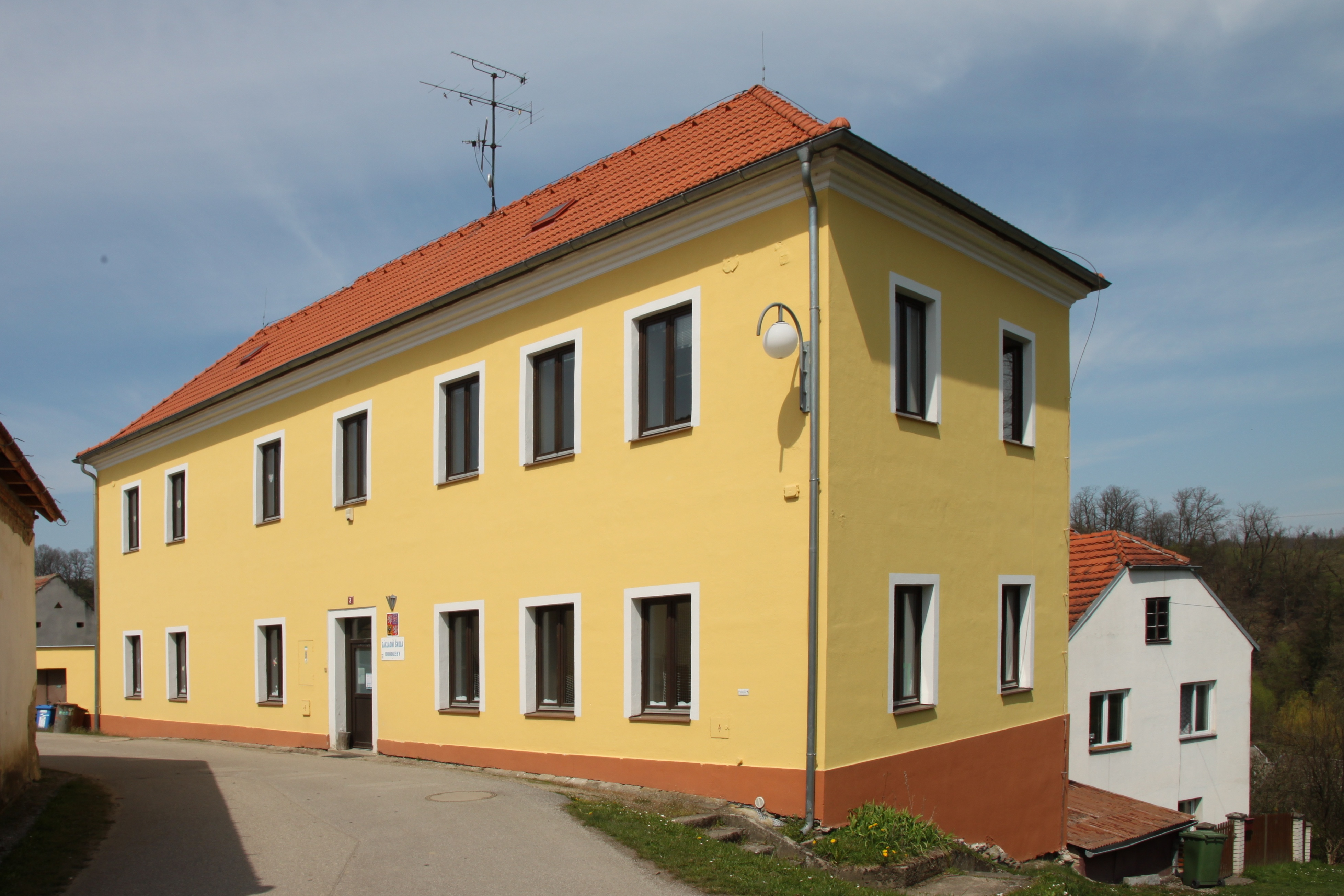
École primaire.

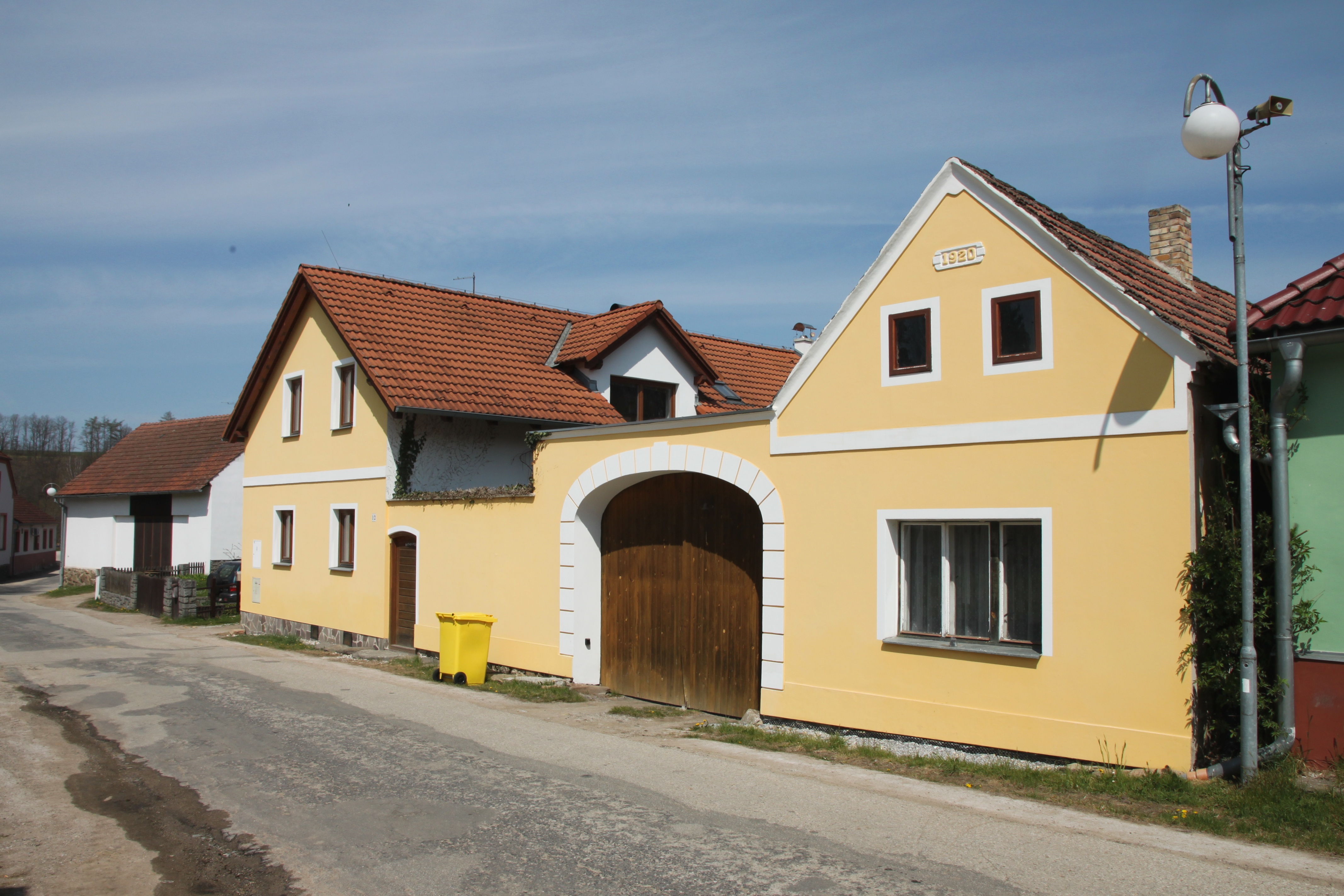
Maison à Straňany.
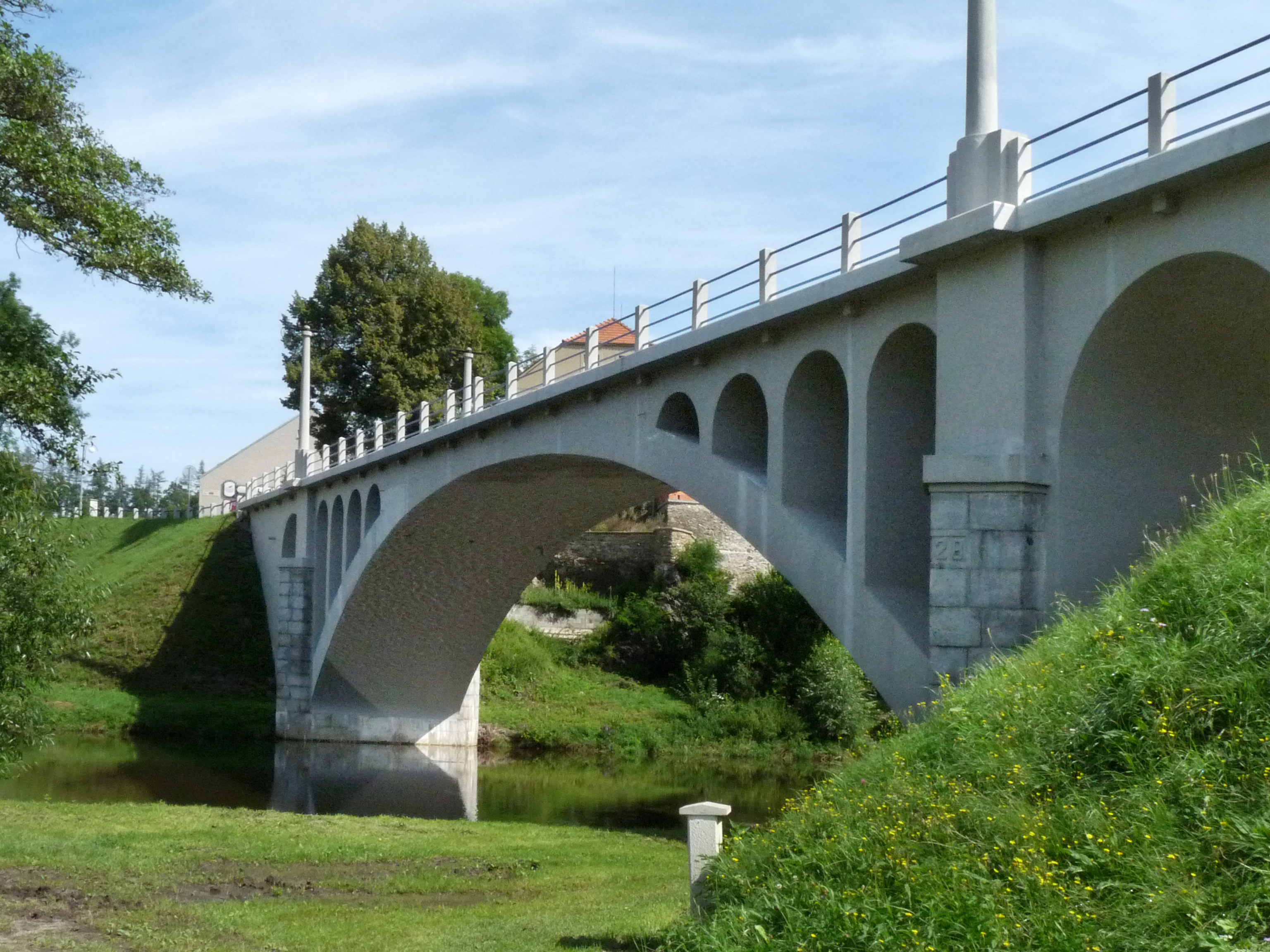
Pont Čapkův à Straňany.

## Transports
Par la route, Doudleby se trouve à 13 km de České Budějovice et à 164 km de Prague.